# 埃内斯特·巴贝罗勒
埃内斯特·巴贝罗勒（法語：Ernest Barberolle，1861年10月16日—1948年9月5日），法国男子赛艇运动员。他曾代表法国参加1920年夏季奥林匹克运动会赛艇比赛，获得男子双人单桨有舵手银牌。